# Senat Wolnego Miasta Gdańska

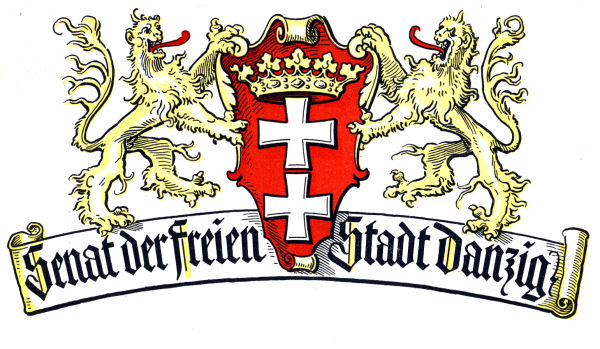
Herb Senatu Wolnego Miasta Gdańska

Pieczęć Senatu Wolnego Miasta Gdańska

Flaga Senatu WMG

Senat – nazwa, jaką zgodnie z konstytucją Wolnego Miasta Gdańska nosił najwyższy organ zarządzający i wykonawczy Wolnego Miasta Gdańska w latach 1920–1939. Był to odpowiednik rządu, a „senatem” nazwano go przez analogię do podobnych instytucji wolnych miast hanzeatyckich: Hamburga, Bremy i Lubeki. Nazwa ta nawiązywała zarazem do historycznego określenia rady miejskiej Gdańska w języku łacińskim jako senatus gedanensis oraz do senatu Wolnego Miasta Gdańska z lat 1807–1813.

## Historia senatu
Senat pełnił funkcję najwyższego organu państwowego (głowy państwa) i reprezentował Wolne Miasto Gdańsk w sprawach zewnętrznych, z wyjątkiem sytuacji, w których prawo to przysługiwało Polsce. Posiadał również niektóre kompetencje ustawodawcze. Ponadto od 1 maja 1921 przejął obowiązki i kompetencje magistratu gdańskiego, stając się równocześnie organem administracji samorządowej.
Senat był wybierany przez gdański parlament (Volkstag). W latach 1920–1930 składał się z prezydenta, zastępcy i 20 senatorów. 7 senatorów głównych (niem. im Hauptamt) miało być fachowcami kierującymi pracą poszczególnych resortów, 13 pobocznych (im Nebenamt), zwanych też senatorami parlamentarnymi, byli to politycy. Członkowie senatu mogli jednocześnie zasiadać jako posłowie w Volkstagu. Senatorowie główni i prezydent wybierani byli na czas oznaczony, przy czym Volkstag nie mógł ich odwołać; z kolei senatorowie poboczni i wiceprezydent wybierani byli na czas nieoznaczony, ale mogli być zmuszeni do ustąpienia przez uchwalenie votum nieufności. Senatorowie główni otrzymywali stałe uposażenie z prawem do emerytury, poboczni pobierali tylko diety.
Pierwszy Senat został wybrany przez Volkstag 6 grudnia 1920 i rozpoczął urzędowanie w dniu następnym. Na jego czele stanął bezpartyjny nadburmistrz Gdańska Heinrich Sahm, który pozostawał na tym stanowisku aż do 9 stycznia 1931; w tym okresie przewagę w senacie mieli członkowie Niemieckiej Narodowej Partii Ludowej (Deutschnationale Volkspartei, DNVP), którzy tworzyli koalicje z innymi partiami, m.in. partią Centrum (Zentrumspartei), a okresowo także z socjaldemokratami.

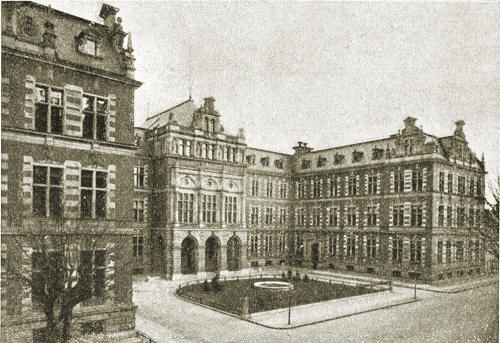
Siedziba Senatu WM Gdańska, przed 1939

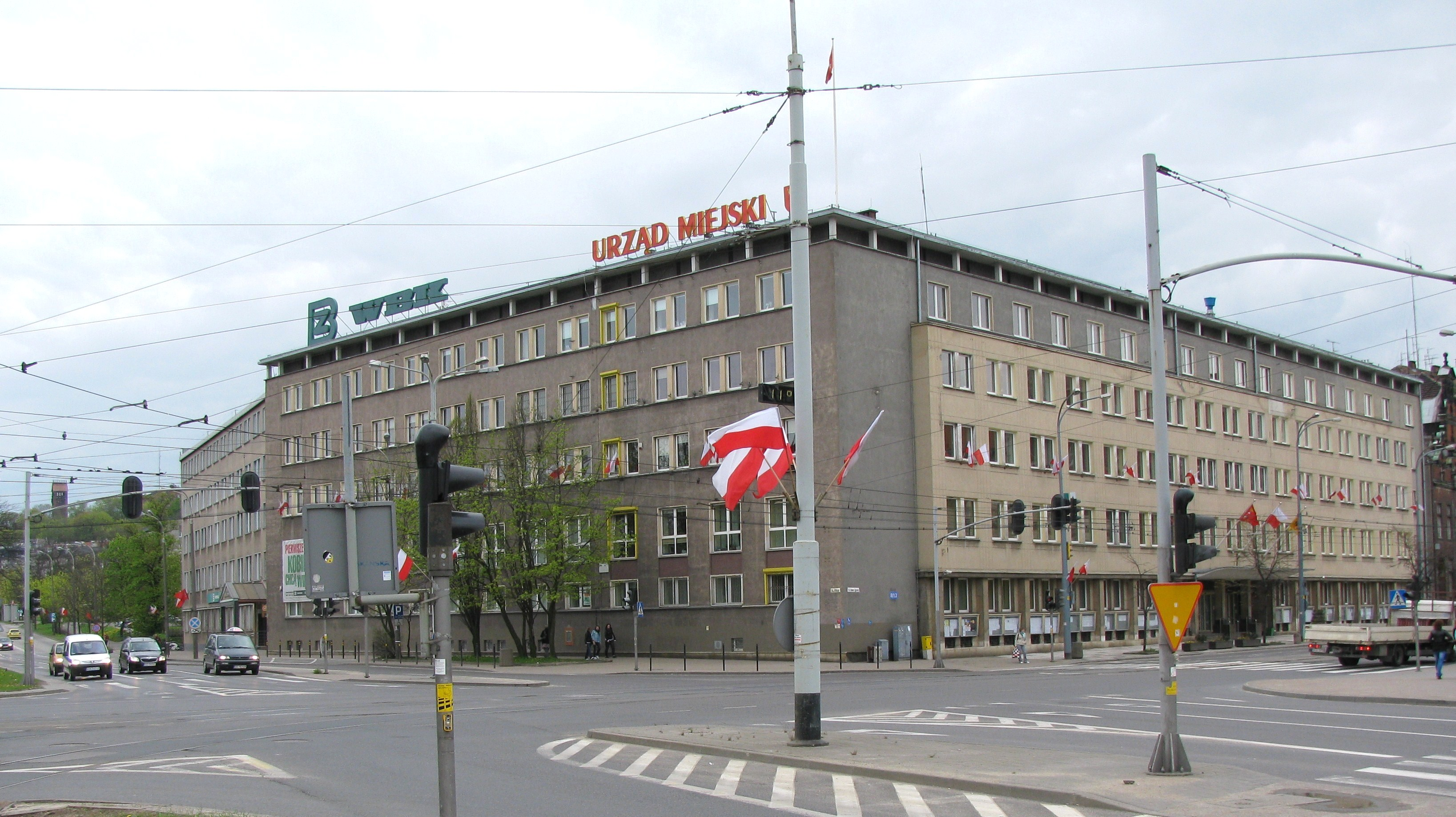
Miejsce, w którym stał budynek senatu WM Gdańska. Obecnie znajduje się tam gmach Urzędu Miejskiego Gdańska oraz ulica po lewej stronie, 2010

W 1930, na mocy uchwały Volkstagu z 4 lipca tego roku zmieniającej konstytucję Wolnego Miasta (zatwierdzonej przez Ligę Narodów w dniu 9 września), zmniejszono liczbę członków senatu z 22 do 12 i zniesiono podział na senatorów głównych i pobocznych. Odtąd wszyscy senatorowie byli powoływani na czas nieoznaczony, ale Volkstag mógł każdego z nich odwołać. Nowym prezydentem senatu został 10 stycznia 1931 Ernst Ziehm z Niemieckonarodowej Partii Ludowej, a w skład koalicji rządzącej weszli też przedstawiciele centrum i liberałów. Senat ten funkcjonował tylko do 1933, kiedy to narodowi socjaliści zażądali rozwiązania Volkstagu i rozpisania przedterminowych wyborów. Volkstag V kadencji, w którym NSDAP zdobyła absolutną większość, na pierwszym posiedzeniu w dniu 20 czerwca 1933 wybrał nowy senat zdominowany przez narodowych socjalistów; jego prezydentem został Hermann Rauschning. Od 21 października tegoż roku, po ustąpieniu jednego z senatorów Centrum (Hugona Althoffa) i przejściu drugiego (Willibalda Wiercinskiego-Keisera) do narodowych socjalistów, senat składał się już wyłącznie z członków NSDAP. 23 listopada 1934 prezydentem senatu w miejsce Rauschninga, który podał się do dymisji, został dotychczasowy wiceprezydent Arthur Greiser.
W ostatnim okresie swego istnienia senat coraz bardziej tracił na znaczeniu, a faktyczne rządy w Wolnym Mieście Gdańsku sprawował gauleiter NSDAP Albert Forster. Ukoronowaniem tej tendencji był, całkowicie sprzeczny z konstytucją Wolnego Miasta dekret senatu z dnia 23 sierpnia 1939 mianujący Forstera głową państwa (Staatsoberhaupt). 9 dni później, 1 września 1939 senat został rozwiązany na mocy proklamacji Forstera o wcieleniu Wolnego Miasta Gdańska do Rzeszy Niemieckiej.

## Siedziba senatu
Siedzibą Senatu został gmach przy Neugarten 12-16 (dzisiaj ul. Nowe Ogrody), zbudowany w latach 80. XIX wieku na potrzeby władz pruskiej rejencji gdańskiej. Po II wojnie światowej uszkodzony budynek rozebrano. Następnie na jego miejscu powstały gdański Urząd Miejski i nieistniejący wcześniej w tym miejscu odcinek ulicy 3 Maja.

## Prezydenci Senatu
- 1920–1931 Heinrich Sahm (niezależny)
- 1931–1933 Ernst Ziehm (DNVP)
- 1933–1934 Hermann Rauschning (NSDAP)
- 1934–1939 Arthur Greiser (NSDAP)

## Głowa państwa (Staatsoberhaupt)
- 1939 Albert Forster (NSDAP) – urząd Głowy Państwa w Wolnym Mieście Gdańsku wprowadzono przejściowo (23 sierpnia 1939). Z dniem 1 września 1939 Wolne Miasto przestało istnieć de facto (włączono je do prowincji Gdańsk-Prusy Zachodnie). Podczas konferencji w Poczdamie zdecydowano o włączeniu Wolnego Miasta do Polski, jednakże de iure o zakończeniu istnienia Wolnego Miasta Gdańska nigdy nie zadecydowano – odnośne postanowienia traktatu wersalskiego nigdy nie zostały anulowane.